# Benis Belesi
Benis Belesi (1 juni 1999) is een Belgisch voetballer die als verdediger voor UN Käerjéng 97 speelt.

## Carrière
Benis Belesi speelde in de jeugdopleidingen van SC Eendracht Aalst en SV Zulte Waregem. In 2017 vertrok hij naar FC Utrecht, waar hij in de jeugd speelt en ook enkele wedstrijden deel uitmaakte van de selectie van Jong FC Utrecht. Hij debuteerde in de Eerste divisie voor Jong Utrecht op 28 april 2018, in de met 0-0 gelijkgespeelde uitwedstrijd tegen FC Emmen. Hij kwam in de 83e minuut in het veld voor Bart Sinteur. In augustus 2018 werd zijn contract bij FC Utrecht ontbonden, en in oktober sloot hij bij het tweede elftal van KV Oostende aan. Sinds 2020 speelt hij in het amateurvoetbal voor KSK Ronse en Olympic Club Charleroi.

### Statistieken
| Seizoen                         | Club                   | Land           | Competitie       | Competitie | Competitie | Beker | Beker | Totaal | Totaal |
| Seizoen                         | Club                   | Land           | Competitie       | Wed.       | Dlp.       | Wed.  | Dlp.  | Wed.   | Dlp.   |
| ------------------------------- | ---------------------- | -------------- | ---------------- | ---------- | ---------- | ----- | ----- | ------ | ------ |
| 2017/18                         | Jong FC Utrecht        | Nederland      | Eerste divisie   | 1          | 0          | –     | –     | 1      | 0      |
| 2018/19                         | Jong FC Utrecht        | Nederland      | Eerste divisie   | 0          | 0          | –     | –     | 0      | 0      |
| 2020/21                         | KSK Ronse              | België         | Tweede afdeling  | 1          | 0          | 0     | 0     | 1      | 0      |
| 2021/22                         | Olympic Club Charleroi | België         | Eerste nationale | 0          | 0          | 0     | 0     | 0      | 0      |
| Carrièretotaal                  | Carrièretotaal         | Carrièretotaal | Carrièretotaal   | 2          | 0          | 0     | 0     | 2      | 0      |
| Bijgewerkt op 15 september 2021 |                        |                |                  |            |            |       |       |        |        |